# Tomáš Jakus
Tomáš Jakus (* 9. června 1978 Jablunkov) je český fotbalový trenér a bývalý útočník. Od dubna 2019 byl trenérem A-mužstva FK Třinec. Od začátku roku 2024 je asistentem trenéra Tomáše Hejduška.

## Hráčská kariéra
Začínal v Jablunkově. Od roku 1988 působil v Třinci.

### První liga
V roce 2001 přestoupil do Slovanu Liberec. V nejvyšší soutěži nehrál, nastupoval za B-mužstvo.
V roce 2005 byli společně s Petrem Sedlákem prvními českými fotbalisty ve vietnamské lize, přičemž oba hráli v mužstvu Nam Định FC a oba zde zaznamenali po jedné brance.

### Nižší soutěže
Ve druhé nejvyšší soutěži působil v klubech Železárny/Fotbal Třinec, FC Karviná, MUS Most a FC Vítkovice. V Moravskoslezské fotbalové lize hrál za Fotbal Třinec a vstřelil 20 branek (2003/04: 13, 2004/05: 7). V České fotbalové lize hrál za B-mužstvo Slovanu Liberec a vstřelil 7 branek (2001/02: 2, 2002/03: 5).
Od jara 2008 hrál nižší řecké soutěže za AE Giannena, AE Feiakas, AO Atromitos Strogilis a AO Kontokali. Po návratu do vlasti nastupoval za 1. FK Spartak Jablunkov a TJ Řepiště.

### Ligová bilance
| Ročník                   | Zápasy | Góly | Minuty | Klub                |
| ------------------------ | ------ | ---- | ------ | ------------------- |
| II. liga 1996/97         | 22     | 4    | –      | SK Železárny Třinec |
| II. liga 1997/98         | 15     | 1    | –      | SK Železárny Třinec |
| II. liga 1998/99         | 1      | 0    | –      | SK Železárny Třinec |
| II. liga 1999/00         | 6      | 0    | –      | SK Železárny Třinec |
| II. liga 1999/00         | 14     | 2    | –      | FC Karviná          |
| II. liga 2000/01         | 13     | 7    | –      | FK Fotbal Třinec    |
| II. liga 2001/02         | 6      | 2    | –      | FC MUS Most         |
| II. liga 2002/03         | 5      | 2    | –      | FC MUS Most         |
| I. liga 2005             | –      | 1    | –      | Nam Định FC         |
| II. liga 2005/06         | 12     | 3    | –      | FC Vítkovice        |
| II. liga 2006/07         | 23     | 3    | –      | FC Vítkovice        |
| II. liga 2007/08         | 7      | 0    | –      | FK Fotbal Třinec    |
| CELKEM I. LIGA – Vietnam | –      | 1    | –      |                     |
| CELKEM II. LIGA          | 124    | 24   | –      |                     |

## Trenérská kariéra
Ke konci hráčské kariéry v Řecku se začal věnovat mládeži, později vedl muže klubu Atromitos Strogilis. Od jara 2017 trénoval třineckou juniorku, od sezony 2017/18 byl v Třinci asistentem trenéra a od úterý 9. dubna 2019 byl dočasně pověřen vedením A-mužstva FK Fotbal Třinec. Od začátku června 2019 byl asistentem trenéra Svatopluka Habance.